# سیمون بوللی
 سیمون بوللی (ایتالیایی: Simone Bolelli؛ زادهٔ ۸ اکتبر ۱۹۸۵) یک تنیس‌باز اهل ایتالیا است.